# Sybilla van Normandië
Sybilla van Normandië (Domfront 1092 – Eilean nam Ban 12/13 juli 1122) was koningin van Schotland. Ze was een buitenechtelijke dochter van Hendrik I van Engeland en diens maîtresse Sybilla Corbet.
Waarschijnlijk in 1107 (maar niet later dan 1114) huwde zij met Alexander I van Schotland. Dit huwelijk bleef kinderloos.
Ze stierf op het kleine eiland Eilean nam Ban in Loch Tay. Ter nagedachtenis stichtte Alexander er een priorij. Ze werd begraven in de abdij van Dunfermline.